# ماثيو غرين (سياسي)
ماثيو غرين (بالإنجليزية: Matthew Green) هو سياسي بريطاني، ولد في 12 أبريل 1970 في المملكة المتحدة. حزبياً، نشط في الديمقراطيون الليبراليون. وقد في الانتخابات العامة في المملكة المتحدة 2001، انتخب عضو برلمان المملكة المتحدة الـ53 عن دائرة لدلو وقد انضم خلال فترته النيابية ‏ (7 يونيو 2001 – 11 أبريل 2005)  للكتلة البرلمانية الديمقراطيون الليبراليون.